# Марк Эмилий Лепид Порцина
Марк Эми́лий Ле́пид Порци́на (лат. Marcus Aemilius Lepidus Porcina; родился приблизительно в 180 году до н. э. — умер после 125 года до н. э.) — римский военачальник и политический деятель из патрицианского рода Эмилиев Лепидов, консул 137 года до н. э. В 137—136 годах до н. э. управлял провинцией Ближняя Испания, где потерпел поражение от ваккеев. Считался видным оратором.

## Происхождение
Марк Эмилий принадлежал к знатному патрицианскому роду Эмилиев, который античные авторы относили к самым старым семействам Рима. Одна из восемнадцати старейших триб получила своё название в честь этого рода. Его генеалогию возводили либо к Пифагору, либо к царю Нуме Помпилию. Отец и дед Порцины носили тот же преномен — Марк. Существует предположение, что Порцина был сыном двукратного консула (в 187 и 175 годах до н. э.). Согласно другой гипотезе, Порцина был внуком консула и сыном ещё одного Марка Эмилия Лепида, военного трибуна в 190 году до н. э.
Аппиан называет родственником Порцины Децима Юния Брута Каллаика, однако не уточняет степень родства.

## Биография
Исходя из даты консулата и требований закона Виллия, исследователи датируют рождение Марка Эмилия приблизительно 180 годом до н. э. Первые упоминания о нём в сохранившихся источниках относятся к 137 году до н. э., когда он был консулом. Но прежде (не позднее 140 года до н. э.) Порцина должен был занимать должность претора, и, возможно, именно в этом качестве он представил сенату послов Магнезии и Приены, прибывших в Рим для разрешения своих территориальных споров.
Коллегой Марка Эмилия по консулату был незнатный плебей Гай Гостилий Манцин, который отправился в Ближнюю Испанию. Порцина, оставшийся в Риме, пытался противодействовать законопроекту народного трибуна Луция Кассия Лонгина Равиллы о тайном голосовании в народном собрании, но эта инициатива всё-таки стала законом. Позже (предположительно осенью) в Рим пришло известие о том, что Манцин потерпел поражение от нумантинцев и заключил с ними позорный мир; возмущённый этим сенат тут же лишил Гая Гостилия полномочий и направил на смену ему Порцину.
Ситуация с Нумантией какое-то время оставалась неопределённой (в Риме шли бурные дискуссии о том, следует ли ратифицировать Манцинов договор), а Марк Эмилий между тем хотел войны и триумфа. Поэтому в 136 году до н. э. он начал военные действия против ваккеев, обвинив это племя в связях с Нумантией. Его поддержал наместник соседней провинции Дальняя Испания Децим Юний Брут (позже Каллаик), находившийся с Порциной в каком-то родстве. Проконсулы вместе осадили город Паллантия. Сюда прибыли двое послов из Рима, Луций Корнелий Цинна и Луций Цецилий Метелл Кальв; привезённое ими постановление сената, адресованное Лепиду, недвусмысленно запрещало эту войну, но было проигнорировано. Марк Эмилий объяснил послам, что сенат не учёл помощь, оказанную ваккеями нумантинцам, участие в войне Децима Юния и опасность отступления римлян на данном этапе.
Осада Паллантии затянулась, так что римляне начали испытывать серьёзные трудности со снабжением. Им пришлось съесть всех обозных животных, и многие солдаты умерли с голоду. Лепид и Брут «долгое время крепились», но в конце концов отдали приказ об отступлении в самый неожиданный момент, ночью. В результате отход римской армии был больше похож на бегство: легионеры бросали раненых, больных и даже собственное оружие и уходили без какого-либо порядка. Паллантинцы воспользовались этим и весь следующий день преследовали врага, нанося ему серьёзный урон (Орозий говорит о 6 тысячах погибших). С наступлением ночи измученные римляне не смогли даже разбить лагерь, однако противник по неизвестной причине ушёл; существует предположение, что виной тому было лунное затмение в ночь с 31 марта на 1 апреля 136 года до н. э.
Сенат отреагировал на происходящее крайне негативно: Марк Эмилий был немедленно отозван из провинции, на его место отправили одного из консулов текущего года, Луция Фурия Фила. Порцина вернулся в Рим и был оштрафован за самовольное объявление войны. Источники сообщают о встретившей его всеобщей ненависти и ставят его поражение в один ряд с капитуляцией Манцина.
Последнее упоминание о Марке Эмилии относится к 125 году до н. э., когда цензоры Луций Кассий Лонгин Равилла и Гней Сервилий Цепион вынесли ему порицание за слишком роскошный дом, который он выстроил. Этот факт Веллей Патеркул приводит как пример эволюции нравов, отмечая, что уже во времена ранней Римской империи вряд ли кто-нибудь посчитал бы владельца такого дома сенатором.

## Интеллектуальные занятия
Марк Туллий Цицерон пишет, что Лепид Порцина считался в своё время «величайшим оратором»: «у него едва ли не впервые в латинском красноречии появилась и знаменитая греческая плавность, и периодичность фраз, и даже… искусное перо». Учениками Марка Эмилия в красноречии были Тиберий Семпроний Гракх и Гай Папирий Карбон.